# Raptors 905 2018-2019
La stagione 2018-19 dei Raptors 905 fu la 4ª nella NBA D-League per la franchigia.
I Raptors 905 arrivarono secondi nella Atlantic Division con un record di 29-21. Nei play-off vinsero il primo turno con i Grand Rapids Drive (1-0), perdendo poi la semifinale di conference con i Long Island Nets (1-0).

## Roster
| N° | Naz.                     | Ruolo | Sportivo             | Anno | Alt. | Peso |
| -- | ------------------------ | ----- | -------------------- | ---- | ---- | ---- |
| 0  | Stati Uniti (bandiera)   | G     | Uche Ofoegbu         | 1993 | 196  | 97   |
| 1  | Stati Uniti (bandiera)   | A     | Derek Cooke          | 1991 | 206  | 100  |
| 2  | Stati Uniti (bandiera)   | G     | Christian Watford    | 1991 | 206  | 100  |
| 3  | Stati Uniti (bandiera)   | G     | Jordan Howard        | 1996 | 180  | 82   |
| 4  | Stati Uniti (bandiera)   | G     | Josh Adams           | 1993 | 188  | 86   |
| 5  | Stati Uniti (bandiera)   | G     | Kyle Collinsworth    | 1991 | 198  | 95   |
| 6  | Stati Uniti (bandiera)   | G     | Rodney Pryor         | 1992 | 196  | 93   |
| 9  | RD del Congo (bandiera)  | G     | Myck Kabongo         | 1992 | 191  | 82   |
| 10 | Canada (bandiera)        | G     | Duane Notice         | 1994 | 188  | 99   |
| 11 | Camerun (bandiera)       | A     | Roger Moute a Bidias | 1995 | 198  | 93   |
| 12 | Sudan del Sud (bandiera) | A     | Deng Adel            | 1997 | 201  | 91   |
| 13 | Stati Uniti (bandiera)   | G     | Wade Baldwin         | 1996 | 188  | 92   |
| 13 | Stati Uniti (bandiera)   | A     | Malcolm Miller       | 1993 | 201  | 95   |
| 15 | Canada (bandiera)        | A     | MiKyle McIntosh      | 1994 | 201  | 109  |
| 18 | Stati Uniti (bandiera)   | G     | Jordan Loyd          | 1993 | 193  | 95   |
| 20 | Stati Uniti (bandiera)   | G     | Kay Felder           | 1995 | 175  | 80   |
| 22 | Stati Uniti (bandiera)   | G     | Malachi Richardson   | 1996 | 198  | 93   |
| 25 | Canada (bandiera)        | A     | Chris Boucher        | 1993 | 208  | 91   |
| 40 | Stati Uniti (bandiera)   | A     | Khadeem Lattin       | 1995 | 206  | 94   |

## Staff tecnico
- Allenatore: Jama Mahlalela
- Vice-allenatori: Charles Kissi, Charles Dube-Brais, Trevor Pridie, Arsalan Jamil, A.J. Diggs, Ryan Schmidt, Tamara Tatham, Justin Alliman